# مولود اردینچ
مولود اردینچ (ترکی استانبولی: Mevlüt Erdinç؛ زادهٔ ۲۵ فوریهٔ ۱۹۸۷) بازیکن فوتبال اهل ترکیه است که در پست مهاجم بازی می‌کند.
او سابقه بازی در باشگاه‌های فوتبال گنگام و رن را در کارنامه خود دارد.
وی همچنین در تیم ملی فوتبال ترکیه بازی کرده‌است.